# Weisiopsis norrisii
Weisiopsis norrisii är en bladmossart som beskrevs av Richard Henry Zander 1993. Weisiopsis norrisii ingår i släktet Weisiopsis och familjen Pottiaceae. Inga underarter finns listade i Catalogue of Life.